# Subprefectura de Ipiranga
La subprefectura de Ipiranga es una de las 32 subprefecturas de la ciudad de São Paulo, siendo regida por la Ley Nº 13,999 del 1 de agosto del 2002.
Está conformada por tres distritos: Ipiranga, Cursino y Sacomã que sumados representan un área de 37.5 kilómetros cuadrados y una población de 463,804 habitantes.